# Henry Taube
Henry Taube, född 30 november 1915 i Neudorf i Saskatchewan, död 16 november 2005 i Palo Alto, var en kanadensisk-amerikansk kemist. Taube, som blev amerikansk medborgare 1942, tilldelades 1983 Nobelpriset i kemi
"för hans arbeten över mekanismerna för elektronöverföringsreaktioner, särskilt hos metallkomplex".